# Lin Shidong
Lin Shidong (林诗栋S; Danzhou, 18 aprile 2005) è un tennistavolista cinese.

## Biografia
Lin è stato ammesso nella squadra provinciale di Hainan nel 2015, all'età di dieci anni. Dopo aver vinto il titolo di singolare ai campionati nazionali giovanili nel 2020, Lin è entrato nella seconda squadra nazionale cinese, diventando il primo giocatore nazionale proveniente dalla provincia di Hainan.
Nel 2022, Lin è stato promosso nella prima squadra nazionale. Ha vinto il suo primo titolo WTT al WTT Feeder European Summer Series 2022 tenutosi a Budapest. Ha rappresentato la Cina ai Campionati mondiali giovanili ITTF del 2022, vincendo quattro medaglie d'oro tra cui il titolo di singolare under 19.
Nel 2023, Lin Shidong ha vinto l'evento della serie WTT Contender ad Amman. Ha fatto coppia con Kuai Man nell'evento di doppio misto ai Campionati del mondo del 2023, vincendo il bronzo nella sua prima apparizione ai Campionati. Dopo aver vinto il titolo singolare maschile ai campionati cinesi assoluti, Lin ha difeso con successo i suoi quattro titoli ai Campionati mondiali giovanili ITTF del 2023.
Nel 2024, vincendo WTT Smash in Cina, due WTT Champions e due WTT Contender, ha raggiunto il primo posto nella graduatoria mondiale ITTF.
Nel 2025, vince lo Smash di Singapore battendo in finale Liang Jingkun e raggiunge la finale del Champions di Chongqing, venendo battuto da Wang Chuqin.

## Titoli nel singolare
| Anno | Torneo                            | Avversario finale  | Punteggio | Nota   |
| ---- | --------------------------------- | ------------------ | --------- | ------ |
| 2022 | WTT Feeder European Summer Series | Xiang Peng         | 4–0       | [ 9 ]  |
| 2023 | WTT Contender Amman               | Dimitrij Ovtcharov | 4–0       | [ 10 ] |
| 2024 | WTT Contender Almaty              | Oh Jun-sung        | 4–3       | [ 11 ] |
| 2024 | WTT Champions Macao               | Dang Qiu           | 4–0       | [ 12 ] |
| 2024 | WTT Smash Cina                    | Ma Long            | 4–3       | [ 13 ] |
| 2024 | WTT Contender Muscat              | Wen Ruibo          | 4–1       | [ 14 ] |
| 2024 | WTT Champions Francoforte         | Anton Källberg     | 4–1       | [ 15 ] |
| 2025 | WTT Singapore Smash               | Liang Jingkun      | 4–2       | [ 16 ] |